# باتل ایست (واشینگتن)
باتل ایست (به انگلیسی: Bothell East) یک منطقهٔ مسکونی در ایالات متحده آمریکا است که در شهرستان اسنوهومیش، واشینگتن واقع شده‌است. باتل ایست ۵٫۳۱ کیلومتر مربع مساحت و ۸٬۰۱۸ نفر جمعیت دارد.